# Llista de missions diplomàtiques a Moçambic

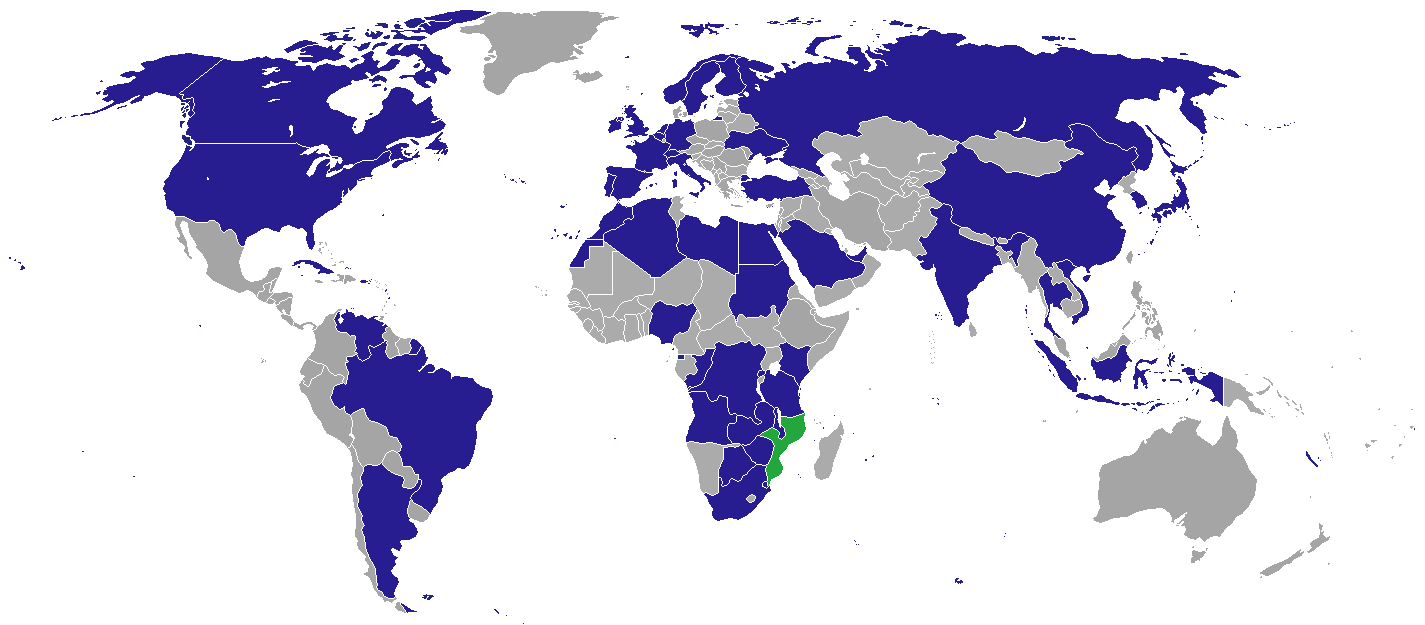
Mapa de les missions diplomàtiques a Moçambic

Aquesta és una llista de les missions diplomàtiques a Moçambic. En l'actualitat, la ciutat capital de Maputo allotja 48 ambaixades/altes comissions. Alguns altres països tenen cònsols honoraris per proporcionar serveis d'emergència als seus ciutadans. Altres països tenen ambaixadors no residents acreditats d'altres capitals regionals, com ara Pretòria i Harare.

## Ambaixades i altes comissions
Maputo
| - Algèria - Angola - Argentina - Botswana - Brasil - Canadà - R.P. de la Xina - R.D. del Congo - Cuba - Egipte - Finlàndia - França - Alemanya - Ciutat del Vaticà - Índia - Indonèsia - Irlanda - Itàlia - Japó - Corea del Sud - Líbia - Malawi | - Orde Sobirà i Militar de Malta - Maurici - Països Baixos - Nigèria - Noruega - Palestina - Portugal - Rússia - Sàhara Occidental - Sud-àfrica - Espanya - Eswatini - Suècia - Sudan - Suïssa - Tanzània - Timor Oriental - Turquia - Regne Unit - Estats Units - Veneçuela - Vietnam - Zàmbia - Zimbàbue |

## Missions
- Unió Europea (Delegació)

## Consolats
Beira
- Portugal Consolat General
- Zimbàbue Consolat

## Ambaixadors i alts comissionats no residents
A Pretòria llevat quan s'anoti el contrari:
| - Argentina - Austràlia - Àustria (Harare) - Bangladesh - Bèlgica - Burundi - Camerun (Addis Abeba) - Xile - Comores (Addis Abeba) - Croàcia - Xipre - Txèquia (Harare) - Eritrea - Etiòpia (Harare) - Geòrgia - Ghana (Harare) - Grècia - Hongria - Israel (Luanda) - Kenya (Harare) | - Corea del Nord - Lesotho - Malàisia - Mali - Mèxic (Luanda) - Namíbia - Nova Zelanda - Pakistan - Paraguai - Perú - Polònia - Romania - Ruanda (Dar es Salaam) - Aràbia Saudita (Lusaka) - Sèrbia - Eslovàquia - Trinitat i Tobago - Ucraïna (Luanda) - Emirats Àrabs Units |